# 塔斯黛·韦尔德
塔斯黛·韦尔德（英语：Tuesday Weld，本名：苏珊·科尔·韦尔德，1943年8月27日—）是一位美国女演员和模特。她从小就开始演戏，并在1950年代后期逐渐开始扮演成熟的角色。她在1960年获得了金球奖最具潜力女新人奖。在接下来的十年里，她建立了在电影中时常扮演戏剧性角色的职业生涯。
韦尔德经常塑造冲动和鲁莽的女性，并因《顺其自然》（1972年）获得金球奖提名，因《寻找顾巴先生》（1977年）获得奥斯卡最佳女配角奖，因《烦恼的冬天》（1983年）获得艾美奖以及凭借《美国往事》（1984年）获得英国电影学院奖。

## 背景和家庭
韦尔德于1943年8月27日出生于曼哈顿。她的父亲是马萨诸塞州韦尔德家族的拉斯罗普·莫特利·韦尔德。她的父亲于1947年去世，享年49岁，就在他女儿四岁生日前不久。她的母亲尤西内·贝尔福·凯尔是艺术家和《生活》插画家威廉·贝尔福·凯尔的女儿，是拉斯罗普·韦尔德的第四任也是最后一任妻子。加拿大出生的威廉·贝尔福·凯尔有苏格兰血统。他的母亲莉莉·弗洛伦斯·贝尔·凯尔是发明家亚历山大·格拉汉姆·贝尔的堂兄，他的父亲威廉·凯尔是苏格兰商人和银行家。
韦尔德有两个兄弟姐妹，莎拉·金·韦尔德和大卫·贝尔福·韦尔德。1959年10月9日，她合法地改名为塔斯黛·韦尔德。

## 职业生涯

### 模特
因丈夫去世而陷入财务困境，韦尔德的母亲让韦尔德成为了养家糊口的模特。正如这位年轻女演员在1971年告诉《生活》杂志的那样：
我父亲的家人来自燕尾服公园，他们提出要带我们这些孩子并支付我们的教育费用，条件是妈妈再也见不到我们了。妈妈是从伦敦来到这里的孤儿，相较我父亲的家人，她完全出身贫寒。我必须赞扬妈妈——她拒绝放弃我们……所以我成为了这个家庭的支持者，我不得不在很多很多方面填补我父亲的位置。我被期望弥补妈妈生活中所有的错误。她开始痴迷于我，倾吐她被压抑的爱——她所谓的爱——在我身上，从那以后我的肩上就有了沉重的负担。妈妈仍然认为我欠她的一切。
她的名字变成了塔斯黛，是她童年昵称“Tu-Tu”的延伸，这是由她的表妹玛丽·凯尔取的，她不会发音“苏珊”。她于1959年10月正式改成了现在的名字。

### 演艺
韦尔德的母亲用她的模特履历为她争取到了一名经纪人。她12岁时在电视上首次亮相，同年在1956年阿尔弗雷德·希区柯克的犯罪剧《伸冤记》中扮演了一个小角色，这是她的剧情长片处女作。
1956年，韦尔德在《换乐无穷》中担任主角，同时出演的还有唱片经济人艾伦·弗里德和歌手查克·贝里、弗兰基·莱蒙和约翰尼·伯内特。在电影中，康妮·弗朗西斯为韦尔德的演唱部分进行了声乐表演。
在电视上，她出现在《固特异剧场》的一集“后森林灰姑娘”中。她在百老汇的《楼梯顶上的黑暗》中做过替身。
韦尔德在由20世纪福克斯制作的保罗·纽曼和乔安妮·伍德沃德的喜剧《集合到国旗下的男儿们》（1958年）中扮演了一个配角。在派拉蒙，她《五分钱》（1959年）中扮演丹尼-凯的女儿，后者称韦尔德"15岁看上去就27岁了"。她多次客串出演了《OZ家庭秀》（1958-59）。1959年的剧集《77号日落大道》里她与小埃弗伦·津巴利斯特一起出现在"秘密岛"一集中。

### 20世纪福克斯

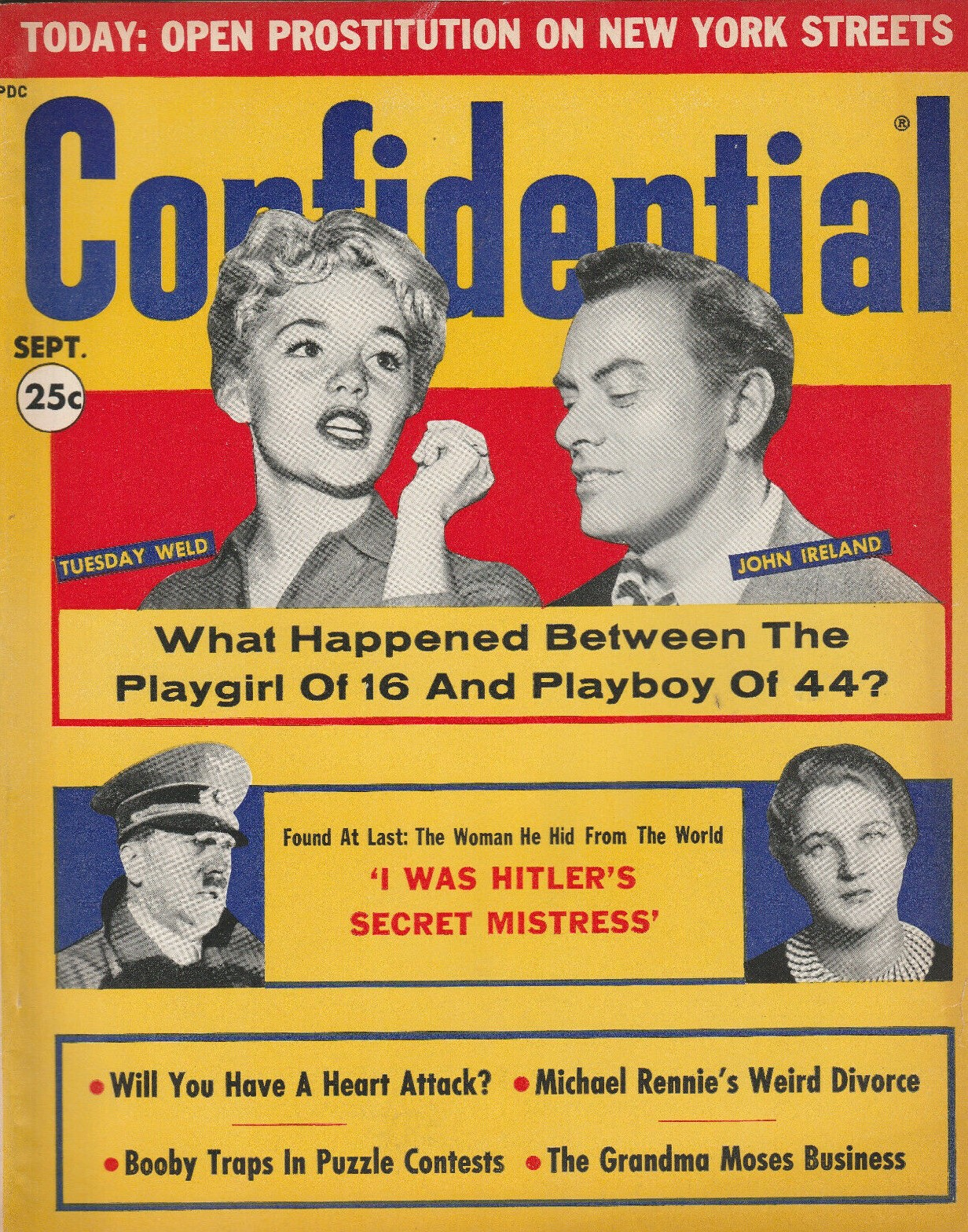
八卦杂志（1960年）有一篇关于韦尔德和约翰·爱尔兰的故事

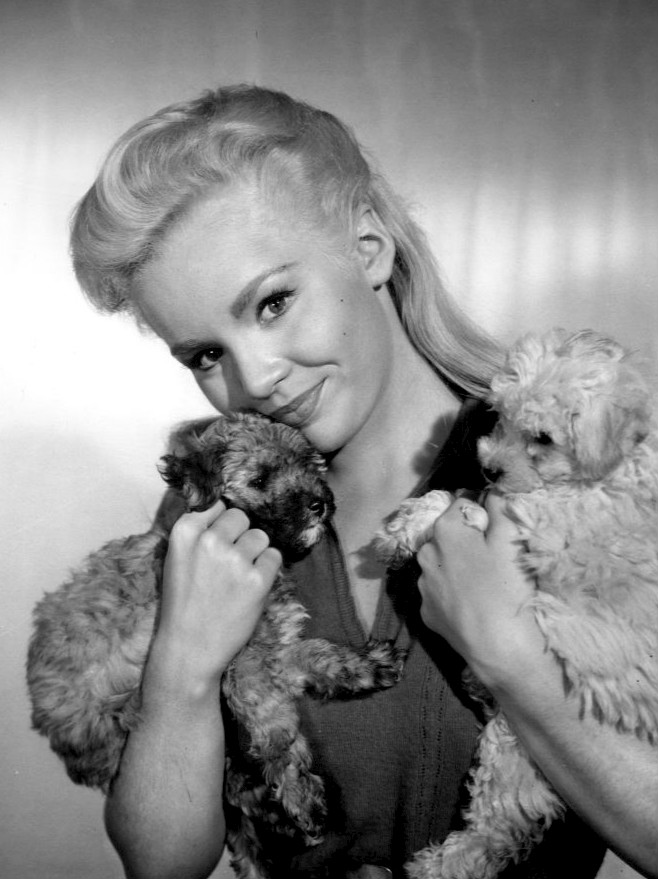
《逗比情事多》中的剧照

韦尔德在《集合到国旗下的男儿们》令福克斯的高管留下了深刻的印象，他们与她签订了一份长期合同。他们让她出演了CBS电视剧集《逗比情事多》，一年的薪水为35,000美元。韦尔德饰演泰拉·曼宁格，多比·吉利斯（由德维恩·希克曼饰演）的爱人，他的情敌包括弥尔顿·阿米泰格（由沃伦·比蒂饰演）。虽然韦尔德只出演了一季，但该节目为她创造了相当大的全国知名度，她被评为金球奖“最有前途的新人”奖的共同获得者。
在哥伦比亚，她在一部由迪克·克拉克主演的青少年电影《华府风光》（1960年）中担任主角。她在联艺电影公司的阿尔伯特·祖格史密斯制作的《性感小猫上学去》(1960年)中担任第二主角。她为祖格史密斯拍摄的第二部电影，《亚当夏娃的私生活》，1959年拍摄完成，但两年未上映。
她客串出演了《雷德·斯克尔顿秀》（1959年）以及《日落大道77号》（1959年）和《百万富翁》（1960年）。
在福克斯，她在由宾·克罗斯比和法比安·福特主演的《生涯巅峰》中饰演一个自由奔放的大学生乔伊。1960年10月9日，在NBC的《黛娜·肖尔·切维秀》的开季节目中向法比安唱了一首情歌。四个星期后的11月13日，韦尔德作为NBC的《泰伯·亨特秀》的客串明星回到了电视台。
对于福克斯来说，韦尔德在《重返佩顿广场》的续集中担任配角，该角色由霍普·兰格在前作中扮演。她对乱伦受害者的刻画广受好评，但影片不如前作成功。她与兰格一起在《乡间野趣》（1962年）中支持猫王普雷斯利。韦尔德与普雷斯利有过一段银幕外的恋情。
福克斯还邀请她在《追随太阳》和《天堂历险记》中客串。1961年11月12日，她与玛丽莲·麦克斯韦和加里·洛克伍德合作，在ABC电视连续剧《巴士站》第七集中饰演一名歌手切丽。该剧改编自威廉·英格的剧本，韦尔德扮演的角色起源于玛丽莲·梦露。
韦尔德在福克斯公司的弗兰克·塔什林制作的喜剧《荒唐教授》中为特里·托马斯做配角。电影上映后，她作为名人神秘嘉宾出现在《我的台词》节目中。
韦尔德的母亲对她十几岁的女儿与演员约翰·爱尔兰等老男人的恋情感到羞耻，但韦尔德说：“‘如果你不离开我，我就不再当演员了——这意味着你不会再有钱了，妈妈。’终于，在我十六岁的时候，我离开了家。我就出了门，买了自己的房子”。
她是斯坦利·库布里克在1962年的电影中扮演洛丽塔的第一人选，但她拒绝了这一邀请并说：“我不必扮演它。我是洛丽塔”。
韦尔德请了三个月假去纽约格林威治村“自学”。然后她与杰基·格里森和史蒂夫·麦奎因一起出演了由布莱克·爱德华兹根据威廉·戈德曼的小说改编的《战地龙蛇》，但这部电影不是很成功。

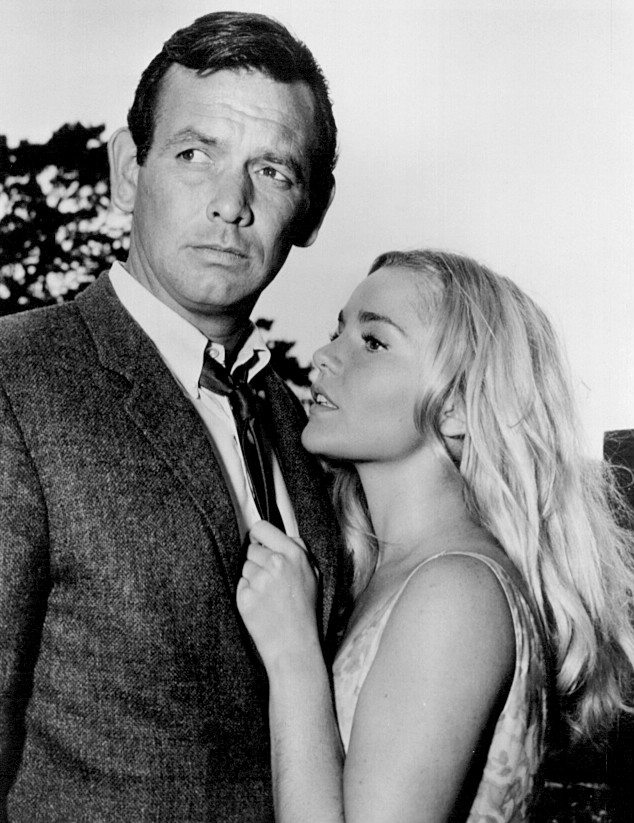
韦尔德与大卫·詹森一起出演电视剧《法网恢恢》

1962年2月7日，她在《赤裸裸的城市》中的一集“两个野蛮人的案例研究”中获得了极好的评价，该集改编自真实案例，即偏远地区杀手查尔斯·斯塔克韦瑟（由雷普·托恩饰演）和韦尔德，扮演他的角色年轻的新娘欧拉·梅·杨翰，在纽约市的杀人狂潮中结束。她客串《66号公路》的“爱是一个瘦小的孩子”（1962年）、在《当你看到一个邪恶的人》中客串了本凯西、在《死亡时刻》（1962年）和《跑到天黑》均有客串。
1963年，韦尔德在《第十一个小时》中与安吉拉·兰斯布里一起客串，剧集是“里屋发生了一些疯狂的时期”。她参演了富兰克林·沙夫纳执导的《杜邦本周秀》(1963)的“莱拉·克莱尔传奇”。
1964年，她出演了克雷格·史蒂文斯的CBS电视剧《百老汇先生》中“关注艾米丽”一集的主角。同年，她在《法网恢恢》的一集“黑暗角落”中饰演一个陷入困境的盲女。
她与她的前搭档德维恩·希克曼在ABC的马戏剧“地球上最伟大的表演”中分别出演了剧集。
韦尔德在喜剧《我要去瑞典》（1965年）中与鲍勃·霍普搭档。

### 明星之路
韦尔德于1965年出现在成功的诺曼·杰维森电影《辛辛那提小子》中，与史蒂夫·麦奎因演对手戏。当着7万人的面，她拒绝在为飓风受害者筹款的筹款活动中与当地州长会面，引发了一些争议。这部电影很受欢迎。
韦尔德在《聪明笨伯小娇娃》(1966)中与罗迪·麦杜华、露芙·戈顿和哈维·科尔曼一起作为主演。韦尔德获得了极好的评价，但影片的票房令人失望。
随后她在改编自《萨勒姆的女巫》(1967)的电视节目中饰演阿比盖尔，与乔治·C·斯科特和科林·杜赫斯特演对手戏。在《锡马龙大道》(1967)客串演出后，韦尔德在《美丽的毒药》中担任主演，与安东尼·帕金斯共同演出。这部电影大获成功，但她不喜欢这部电影，也没有与导演诺埃尔·布莱克相处融洽。
大约在这段时间，韦尔德因拒绝在票房成功的电影中出演的角色而闻名，这些电影包括《邦妮与克莱德》、《魔鬼圣婴》、《大地惊雷》、《仙人掌花》和《两对鸳鸯》。在1971年接受纽约时报采访时，韦尔德解释说，她选择拒绝这些角色正是因为她相信它们会在商业上取得成功：“你认为我想要成功吗？我拒绝了《邦妮和克莱德》，因为当时我正在哺乳期，但也因为内心深处我知道这将是一个巨大的成功。《两对鸳鸯》或其他什么片子也是如此。它散发着成功的气息。”
韦尔德参与的电影包括《私枭巧佈美人计》（1970），与格雷戈里·派克演对手戏；《避风港》(1971)，由杰克·尼科尔森和奥森·威尔斯共同主演，由亨利·贾格洛姆执导，以及《顺其自然》(1972)，再次与珀金斯合作，她因此获得了金球奖提名。

### 巅峰岁月
韦尔德再次开始在电视上工作，主演了《谋杀的倒影》(1974)和《菲茨杰拉德在好莱坞》(1975)，她在其中扮演塞尔达·菲茨杰拉德。
韦尔德在《寻找顾巴先生》(1977)中扮演受宠且失控的凯瑟琳，引起了人们的注意——在她短暂的银幕时间里，她经历了一场狂欢、一次离婚、大量酗酒和两次堕胎——并被提名为奥斯卡最佳女配角奖；后来她出演了《谁能让雨挺住》(1978)，与尼克·诺尔特演对手戏。
她说她更喜欢电视。“我最喜欢演电视的地方在于节奏”，她说。“两个星期的时间，即使是一个沉重的角色也很好。对角色考虑太多对我来说是一场灾难。我的意思是，让我们开始吧，让我们完成它。”
她在电视电影《荡母恨》（1978年）中扮演主角，她在其中扮演一名被控谋杀自己孩子的女人。后来又演出了《三代爱恨》（1980年），《X夫人》（1981年）的翻拍版，以及新版《造雨人》(1982)。
在剧情片方面，韦尔德在迈克尔·曼1981年广受好评的电影《大盗独行》中扮演了很好的配角，与詹姆斯·凯恩演对手戏。她在《欢喜冤家》中饰演阿尔·帕西诺的妻子并与唐纳德·萨瑟兰共同主演了电视电影《烦恼的冬天》(1983)。这一表演为她赢得了艾美奖提名。
1984年，她出现在塞尔吉奥·莱昂内的黑帮史诗片《美国往事》中，饰演一位珠宝商的秘书，她参与了一个偷窃钻石的计划。在抢劫过程中，她的角色怂恿罗伯特·德尼罗饰演的大卫“面条”亚伦森“强奸”她。后来她遇到了抢劫团伙，并成为詹姆斯·伍兹的角色麦克斯·贝尔科维茨的情妇。她认为麦克斯妄想甚至自杀的野心让她感到不安，她说服面条向警方出卖麦克斯。该表演为韦尔德赢得了1984年BAFTA最佳女配角提名。
在电视上，韦尔德出演了《无情世界》(1984)、《天伦劫》(1986)和《共同的爱》(1986)。她在《伤心旅店》(1988)中担任配角。

### 职业生涯后期
韦尔德在《悬疑大师》(1990)中与安东尼·帕金斯重逢。
1993年，她在迈克尔·道格拉斯和罗伯特·杜瓦尔主演的电影《怒火风暴》中饰演一名警官神经质的妻子。她在《爱上明尼苏达》（1996)、《切尔西大墙》(2001)和《完全性爱调查》(2001)中担任配角。

## 个人生活
韦尔德结过三次婚。1965年10月23日，她与编剧克劳德·哈茨结婚，1971年2月18日离婚。他们有一个女儿娜塔莎，她于1966年8月26日出生。韦尔德在离婚时获得了娜塔莎的监护权，并获得了每月100美元的子女抚养费。韦尔德在1971年告诉纽约时报：
妈妈讨厌我的丈夫——她是个嫉妒的情人，你知道的。她憎恨我接触过的所有男人。但我真的觉得，我一直以来的生活很可能是错误的，也许我应该成为一个家庭主妇。我们的婚姻只维持了5年。这只是我的另一个错误。
1975年9月20日，她与英国演员、音乐家和喜剧演员达德利·摩尔结婚。1976年2月26日，他们有了一个儿子帕特里克。这对夫妇于1980年离婚，韦尔德获得了20万美元的和解金以及接下来4年每月3,000美元的赡养费以及每月2,500美元的子女抚养费。
1985年10月18日，她与以色列小提琴家兼指挥平查斯·祖克曼结婚，成为他女儿阿里安娜和娜塔莉亚的继母。这对夫妇于1998年离婚。在法庭文件中，祖克曼引用韦尔德的话说，“我以前听过这首曲子，为什么还要去听另一场音乐会？”和“我受不了后台的场景。我不想再听到一个音符。”
在三次婚姻之间，韦尔德曾与阿尔·帕西诺大卫·斯坦伯格，米哈伊尔·巴里什尼科夫（他的前任女友杰西卡·兰格是韦尔德最好的朋友），奥马尔·谢里夫，理查德·基尔和瑞安·奥尼尔约会。
韦尔德在2000年代后期卖掉了她在纽约州蒙托克的海滨别墅，搬到了科罗拉多州的卡本代尔。2018年，她离开了科罗拉多州，在好莱坞山买了一套价值180万美元的房子。

### 蒙托克的房子
韦尔德和当时的丈夫祖克曼于1990年从诺曼·基恩的遗产中购买了这套别墅，后者曾制作长期上演的百老汇节目《哦！加尔各答！》。1988年，他在曼哈顿的公寓中杀死了自己的妻子格薇达·唐豪。虽然蒙托克别墅不是犯罪现场，但由于谋杀的关系，韦尔德后来很难为该房产找到买家。韦尔德于2021年以33.5万美元的价格在那里购买了一套“小型公寓”。

## 流行文化的影响
小说和音乐中有时会不经意地提到韦尔德。不过，有些作品更直接地受到了她的启发：
- 在《摩登原始人》剧集“来自沥青坑的怪物”中，基岩机场的P.A.宣布：“那个受欢迎的新星，星期三·星期二！或者是‘星期二·星期三’？”弗雷德然后对她大喊：“嘿，星期三·星期二，星期六你在做什么？！”
- 1968年音乐剧《毛发》中的歌曲“Ain't Got No (Reprise)”中提到了韦尔德等六十年代文化试金石。
- 在《奇怪的一对》的一集“把灰狗留给我们？”中，奥斯卡反问菲利克斯是否知道奥斯卡的梦想是什么。菲利克斯回答：“你和韦尔德是核灾难的唯一幸存者。”
- 史蒂夫·科茨将他的休闲摇摆乐队命名为The Real Tuesday Weld。
- 马修·斯维特的专辑Girlfriend的封面上有一张韦尔德的照片。最初名为Nothing Lasts，这张专辑在韦尔德反对后重新命名。[46]斯维特的精选合辑Time Capsule在封面和封底上印有韦尔德的照片。[47]
- 沃尔特·伊根的专辑The Last Stroll收录了歌曲“Tuesday Weld”。[48]
- 韦尔德是Swan Dive的歌曲“Groovy Tuesday”的灵感来源。[49]
- 唐纳德·法根1982年专辑The Nightfly中的第五首歌曲“New Frontier”的歌词中提到了韦尔德。[50]
- 在《美国恐怖故事》“庇护所”一集中，拉娜温特斯（莎拉·保尔森）提到了韦尔德，并向基特沃克（埃文·彼得斯）表达了她希望韦尔德在一部关于温特生活的电影中扮演她的愿望。
- 查尔斯·布考斯基在诗“出名的最好方法是逃跑”中提到了她。
- 在《好汉两个半》的“你觉得这味道好笑吗”一集中，诺曼（奥森比恩饰）声称韦尔德是他的浪漫征服者之一。
- 韦尔德在Tiny Tim翻唱乔治·科恩专辑God Bless Tiny Tim中的歌曲“Then I'd Be Satisfied With Life”时被提及。

## 作品

### 电影
| 年份 | 电影                       | 角色                      | 备注                            |
| ---- | -------------------------- | ------------------------- | ------------------------------- |
| 1956 | 《欢乐无穷》               | 多丽·格雷厄姆             |                                 |
| 1958 | 《男孩们，围着国旗集会！》 |                           |                                 |
| 1959 | 《五便士》                 | 多萝西·尼科尔斯，12至14岁 |                                 |
| 1960 | 《华府风光》               | 安妮·格雷戈尔             |                                 |
| 1960 | 《小野猫上大学》           | 乔迪                      |                                 |
| 1960 | 《生涯巅峰》               | 乔伊·埃尔德               |                                 |
| 1960 | 《亚当和夏娃的私生活》     | 万吉·哈珀                 |                                 |
| 1961 | 《重返故里》               | 赛琳娜·克罗斯             |                                 |
| 1961 | 《乡间野趣》               | 诺琳·布拉克斯顿           |                                 |
| 1962 | 《荒唐教授》               | 利比·布什米尔/利比·史密斯 |                                 |
| 1963 | 《战地龙蛇》               | 鲍比·乔·佩珀代因          |                                 |
| 1965 | 《我要去瑞典》             | 乔乔·霍尔科姆             |                                 |
| 1965 | 《辛辛那提小子》           |                           |                                 |
| 1966 | 《聪明笨伯小娇娃》         | 芭芭拉·安·格林            |                                 |
| 1968 | 《美丽的毒药》             | 苏·安·斯捷潘内克          |                                 |
| 1970 | 《私枭巧佈美人计》         | 阿尔玛·麦凯恩             |                                 |
| 1971 | 《避风港》                 | 苏珊/诺亚                 |                                 |
| 1972 | 《顺其自然》               | 玛丽亚·怀斯·朗            | 提名—金球奖剧情类电影最佳女主角 |
| 1974 | 《魔鬼双姝》               | 薇琪                      |                                 |
| 1977 | 《寻找顾巴先生》           | 凯瑟琳                    | 提名—奥斯卡最佳女配角奖         |
| 1978 | 《谁能让雨停住》           | 匡威                      |                                 |
| 1980 | 《穿行》                   | 凯特林·维尔霍尔罗伊德     |                                 |
| 1981 | 《大盗独行》               | 洁西                      |                                 |
| 1982 | 《欢喜冤家》               | 格洛丽亚·特拉瓦利安       |                                 |
| 1984 | 《美国往事》               | 卡罗尔                    | 提名—英国电影学院奖最佳女配角奖 |
| 1988 | 《伤心酒店》               | 玛丽·沃尔夫               |                                 |
| 1993 | 《怒火风暴》               | 阿曼达·普伦德加斯特       |                                 |
| 1996 | 《爱上明尼苏达》           | 诺拉·克莱顿               |                                 |
| 2001 | 《完全性爱调查》           | 萨沙·佛度                 |                                 |
| 2001 | 《切尔西大墙》             | 格雷塔                    |                                 |

### 电视
| 年      | 电影                         | 角色              | 笔记                                       |
| ------- | ---------------------------- | ----------------- | ------------------------------------------ |
| 1959    | 《奥兹和哈丽特历险记》       | 康妮/凯茜         | 3集                                        |
| 1959    | 《红色骷髅秀》               | 小明星            | 剧集：“Appleby：大制作人”                  |
| 1959    | 《77日落大道》               | 巴里·康奈尔       |                                            |
| 1959-62 | 《逗比情事多》               | 塔利亚门宁格      | 常规系列（第1季） 客串明星（第3-4季）      |
| 1960    | 《77日落大道》               | 小猫郎            | 剧集：“秃鹰的巢穴”                         |
| 1960    | 《百万富翁》                 | 贝丝博兰          | 剧集：“百万富翁凯瑟琳博兰”                 |
| 1960    | 《标签猎人秀》               | 金妮              | 剧集：“浴缸里的娃娃”                       |
| 1960    | 《迪克鲍威尔的赞恩格雷剧院》 | 贝丝·劳森         | 剧集：“摩门教徒”                           |
| 1961    | 《跟随太阳》                 | 芭芭拉·博蒙特     | 剧集：“最高的墙”                           |
| 1961    | 《公交车站》                 | 切丽              | 剧集：“切丽”                               |
| 1962    | 《乐园历险记》               | 格洛丽亚·丹诺拉   | 剧集：”天鹅绒陷阱“                         |
| 1962    | 《裸城》                     | Ora Mae Youngham  | 剧集：“两个野蛮人的案例研究”               |
| 1962    | 《66号公路》                 | 米里·亚姆摩尔     | 插曲：“爱是一个瘦小的孩子”                 |
| 1962    | 《本·凯西》                  | 梅兰妮·加德纳     | 剧集：“当你看到一个邪恶的人”               |
| 1964    | 《百老汇先生》               | 艾米丽            | 剧集：“关注艾米丽”                         |
| 1964    | 《法网恢恢》                 | 马蒂·布雷登       | 剧集：《黑暗角落》                         |
| 1967    | 《萨勒姆的女巫》             | 阿比盖尔·威廉姆斯 | 电视电影                                   |
| 1968    | 《西马龙地带》               | 海勒              |                                            |
| 1975    | 《菲茨杰拉德在好莱坞》       | 塞尔达·菲茨杰拉德 | 电视电影                                   |
| 1978    | 《荡母恨》                   | 多丽丝·温特斯     | 电视电影                                   |
| 1980    | 《三代爱恨》                 | 莉莉·劳埃德·麦肯  | 电视电影                                   |
| 1981    | 《新月圆花残断肠时》         | 霍莉·理查森       | 电视电影                                   |
| 1982    | 《造雨人》                   | 莉齐              | 电视电影 CableACE戏剧或非音乐节目女演员奖  |
| 1983    | 《烦恼的冬天 》              | 玛吉扬亨特        | 电视电影 提名—艾美奖迷你剧或电影杰出女配角 |
| 1984    | 《无情世界》                 | 沙龙·克拉克       | 电视电影                                   |
| 1986    | 《天伦劫》                   | 乔治亚·本菲尔德   | 电视电影                                   |
| 1986    | 《共同的爱》                 | 雪莉·格兰特       | 电视电影                                   |
| 1990    | 《悬疑大师》                 | 杰西卡            |                                            |